# Shuya Matsuda
Shuya Matsuda (8 de febrero de 1978) es un deportista japonés que compitió en remo. Ganó una medalla de plata en el Campeonato Mundial de Remo de 2005, en la prueba de ocho con timonel ligero.

## Palmarés internacional
| Campeonato Mundial | Campeonato Mundial | Campeonato Mundial | Campeonato Mundial      |
| Año                | Lugar              | Medalla            | Prueba                  |
| ------------------ | ------------------ | ------------------ | ----------------------- |
| 2005               | Kaizu (Japón)      | Medalla de plata   | Ocho con timonel ligero |